# 威爾伯恩 (阿肯色州)
威爾伯恩（英語：Wilburn）是位於美國阿肯色州克利本縣的一個非建制地區。該地的面積和人口皆未知。

## 地理
威爾伯恩的座標為35°30′26″N 91°53′18″W / 35.50722°N 91.88833°W，而該地的平均海拔高度為129米（即423英尺）。